# Ojingeochae bokkeum
El ojingeochae bokkeum es un plato coreano hecho friendo tiras de calamar seco en una salsa a base de gochujang (pasta de pimiento chile) y jarabe de maíz. Se come como banchan (pequeños acompañamientos) con un cuenco de arroz.